# Енола Холмс 2
Енола Холмс 2 — художній фільм у детективному жанрі 2022 року та продовження фільму Енола Холмс 2020 року, в обох зірка Міллі Боббі Браун зіграла головну героїню, сестру-підлітка вже відомого детектива вікторіанської епохи Шерлока Холмса. Режисером фільму став Гаррі Бредбір за сценарієм Джека Торна, який адаптував серію книг Ненсі Спрінгер «Таємниці Еноли Голмс». На відміну від свого попередника, фільм не адаптує один із романів Спрінгер. Крім Браун, Генрі Кавілл, Луїс Партрідж, Сьюзі Вокома, Адеель Ахтар і Гелена Бонем Картер повторять свої ролі другого плану, а Девід Тьюліс і Шерон Данкан-Брюстер приєднаються до акторського складу.
Зйомки розпочалися восени 2021 року та завершилися в січні 2022 року. Netflix випустив «Енолу Холмс 2» 4 листопада 2022 року. Фільм отримав позитивні відгуки критиків.

## Сюжет
Історія починається після подій Еноли Холмс (2020). Енола відкриває власне детективне агентство, але їй важко знайти клієнтів, на відміну від свого знаменитого брата-детектива Шерлока Холмса який завалений справами. Однак одного дня сірничниця на ім'я Бессі Чепмен приходить в агентство і просить Енолу допомогти знайти її зниклу сестру Сару Чепмен.
Бессі веде Енолу на фабрику, де зараз панує смертельна епідемія тифу, і зустрічає Мей, яка працювала разом із сестрами. Енола дізнається, що в останнє Сару бачили, коли вона знаходилась в офісі містера Крауча, через підозри в крадіжці. Енола пробирається туди і знаходить старі моделі сірників, які мали червоні кінчики замість нинішніх білих, а також знайшла журнал, кілька сторінок з якого було вирвано, за її підозрою, самою Сарою.
Енола переслідує Мей і потрапляє до театру Парагон, де Мей і Сара працюють танцівницями. Енола запитує про Сару і дізнається, що в неї був коханець, і знаходить його вірш у туалетній шухляді. По дорозі додому Енола стикається з п’яним Шерлоком і приводить його додому на Бейкер-стріт, 221B. Він намагається розкрити свою останню справу про шантаж державних чиновників, але він не може відстежити власника рахунків, на які надсилаються гроші.
Енола робить висновок, що вірш є кодом, який веде до дому в Вайтчепелі; там вона знаходить Мей, яка вмирає від ножового поранення, вона намагається врятуваті поранену, але було вже занадто піздно. Енола знаходить ноти у сукні Мей, але її переривають суперінтендант Ґрейл та інспектор Лестрейд, які звинувачують її у вбивстві.
Енола тікає до квартири Шерлока  і просить його допомогти з її справою. Він грає ноти на скрипці, хоча це звучить нестандартно і дивно. Енола також показує йому вірш і розповідає про те, як відвідала будинок, знайшла Мей і була загнана поліцією. Вона вирішує поснідати у парку, де зустрічає Тьюксбері, який зараз є членом Палати лордів, проводить політичні реформи та голосує за нову політику. Він розповідає їй про свої інтереси в садівництві і згадує квітку Солодкий Вільям.
Енола робить висновок, що коханий Сари буде на балу, організованому родиною Лайон. Там вона зустрічає Сіселі, доброзичливу дворянку, і Міру Трой, секретаря міністра фінансів лорда Чарльза Макінтайра. Енола також зустрічає Тьюксбері і просить його навчити її танцювати, щоб вона знайшла можливість дізнатися більше від Вільяма Лайона, сином власника сірникової фабрики та коханцем Сари. Вони назначають зустріч опівночі в бібліотеці. 
Тим часом Шерлок збирає докупи повідомлення, сховане в схемі шантажу і розшіфровує ім’я злочинця,що його залишив — Моріарті. Енолу заарештовує Ґрейл, перш ніж вона встигла поговорити з Вільямом, але Шерлок залучає їх матір Еудорію та її колегу-радикальну суфражистку Едіт, щоб визволити Енолу з в'язниці.
Вона йде в будинок Сари, щоб попередити Бессі, де вона дізнається, що Сара виявила зв'язок між тифом і білим фосфором, після чого вона зустрічається з Тьюксбері. У середині цієї зустрічі Сіселі відвідує Тьюксбері, а Енола ховається. Після того, як Сіселі йде, Енола розуміє, що Сара це Сесілі, і що вона, Мей і Вільям разом працювали над викриттям Сірникової фабрики. Тьюксбері та Енола зізнаються одне одному в коханні та прямують на фабрику, де вони зустрічають Шерлока та знаходять Вільяма мертвим. Троє дійшли висновку, що лорд Макінтайр уклав угоду з батьком Вільяма про використання дешевого фосфору для збільшення прибутку.
Зрозумівши, що ноти насправді не є музикою, а радше картою театру Парагон, вони відвідують театр і зустрічають Сару, яка підтверджує висновки Еноли і визнає, що їм з Вільямом потрібна була допомога Тьюксбері, щоб викрити Макінтайра. З’являються Ґрейл і кілька поліцейських, і починається бійка, в результаті якої Ґрейл гине.
Лорд Макінтайр прибуває з Лестрейдом. Він спалює докази угоді і намагається заарештувати Сару, але Шерлок і Енола приходять до висновку, що Міра Трой насправді є Моріарті і несе відповідальність за шантаж і вбивство. Міра взята під варту. Сара, Бессі та Енола повідомляють інших сірничниць з фабрики про події та переконують їх страйкувати. Макінтайра заарештовують за допомогою Тьюксбері, а Моріарті втікає з-під варти поліції.
Енола відкриває новий офіс у магазині Едіт, Шерлок відвідує її і пропонує їй співпрацю з ним, але вона відмовляється. Енола обіцяє відвідати Шерлока у четвер о 16:00, після чого іде з Тьюксбері, який почав залицятися до неї всерйоз.
У сцені після титрів, у четвер, Шерлок очікує Енолу, але натомість, відкриваючи двері, бачить за ними чоловіка, який представляється доктором Джоном Ватсоном.
На відміну від оригінального фільму про Енолу Холмс, цей фільм не заснований на книзі із серії Ненсі Спрінгер (продовження першої книги Еноли Холмс «Справа лівші»), а натомість додає вигаданий поворот до фільму заснований на події 1888 року Страйк сірничниць в Англії.

## У ролях
| Актор                | Роль                  |
| -------------------- | --------------------- |
| Міллі Боббі Браун    | Енола Холмс           |
| Генрі Кавілл         | Шерлок Холмс          |
| Луїс Партрідж        | Віконт Тьюксбері      |
| Гелена Бонем Картер  | Юдора Холмс           |
| Сьюзен Вокома        | Едіт                  |
| Адеель Ахтар         | Інспектор Лестрейд    |
| Шерон Данкен-Брюстер | Міра Трой (Моріарті)  |
| Ганна Додд           | Сара Чепмен           |
| Девід Тьюліс         | Суперінтендант Ґрейл  |
| Хімеш Патель         | Доктор Ватсон (камео) |

## Виробництво
У вересні 2020 року співпродюсер і зірка Міллі Боббі Браун і режисер Гаррі Бредбір визнали свої наміри створити продовження «Еноли Холмс». Історія заснована на справжньому страйку сірничниць 1888 року та житті робітничої активістки Сари Чепмен. Бредбір вважав, що це надихаюча феміністична історія, і вона показала тему спільної роботи: «Енола, щоб просунутися, має працювати з іншими, а не просто покладатися на себе. Це історія, яка йде від «я» до «ми», і це історія сестринства".
У квітні 2021 року повідомили про розробку сіквелу, у якому Браун і Кавілл повторять свої ролі Еноли Холмс і Шерлока Холмса. Сем Клафлін не зміг повернутися в роль Майкрофта Холмса через конфлікти в розкладі, на привеликий жаль Бредбіра та команди, хоча відсутність Майкрофта дозволила їм більше зосередитися на Шерлоку. У травні 2021 року проект був офіційно підтверджений Netflix. Повідомляється, що за роль Браун заплатили 10 мільйонів доларів, що робить це найвищим авансом для актора віком до 20 років на момент виходу фільму.
Виробництво та зйомки почалися восени 2021 року. Сцени були зняті в Галлі в жовтні 2021 року.
Кавілл завершив зйомки в листопаді 2021 року. Зйомки завершилися 7 січня 2022 року.